# Vrooom
Vrooom — мініальбом британського гурту King Crimson, який був випущений 1 листопада 1994 року на лейблі Discipline Global Mobile.

## Композиції
1. VROOOM — 7:34
2. Sex Sleep Eat Drink Dream — 4:42
3. Cage — 1:36
4. Thrak — 7:19
5. When I Say Stop, Continue — 5:20
6. One Time — 4:25

## Учасники запису
- Роберт Фріпп — гітара, вокал
- Пет Мастелотто — ударні
- Трей Ганн — гітара
- Адріан Белью — гітара, вокал